# Jürgen Moltmann
Jürgen Moltmann (8. dubna 1926 – 3. června 2024) byl německý reformovaný teolog, profesor systematické teologie na univerzitě v Tübingenu. K jeho knihám patří Teologie naděje, Ukřižovaný Bůh, Bůh ve stvoření a další práce o systematické teologii.
Moltmann byl manželem Elisabeth Moltmann-Wendelové, významné feministické teoložky. Svou vlastní teologii popsal jako rozpracování teologických děl Karla Bartha, zejména Církevní dogmatiky, a své vlastní dílo označil za postbarthovské. Obdržel čestné doktoráty řady institucí, například Dukeovy univerzity (1973), Lovaňské univerzity v Belgii (1995), Alexandru Ioan Cuza University v Rumunsku (1996), Křesťanské univerzity Chung Yuan na Tchaj-wanu (2002), Nikaragujské evangelické univerzity (2002) a Univerzity v Pretorii v Jižní Africe (2017). V letech 1984–85 přednesl prestižní řadu přednášek Gifford Lectures a v roce 2000 získal Grawemeyerovu cenu za náboženství Univerzity v Louisvillu a Louisvillského presbyteriánského teologického semináře.
Moltmann vytvořil formu teologie osvobození založenou na myšlence, že Bůh trpí s lidstvem a zároveň slibuje lidstvu lepší budoucnost prostřednictvím naděje ve vzkříšení; označoval ji jako „teologii naděje“. Velká část Moltmannovy práce spočívá v rozvíjení důsledků těchto myšlenek pro různé oblasti teologie. K tomu patří zejména rozvinutí takzvaného sociálního trinitářství. Moltmannovy dvě nejznámější knihy jsou Teologie naděje a Ukřižovaný Bůh. K Moltmannovým žákům patřil Miroslav Volf.